# 1971年2月10日月食
1971年2月10日月食为一次在协调世界时1971年2月10日出現的月全食。該次月食半影食分為2.429、全影食分為1.313。偏食維持了113分，全食維持41分。

## 概述
這次月食的食分是9.56，偏食維持了113分，全食維持41分。

## 基本參數
- 類型：月全食
- 食甚資料：
  - 日期：1971年2月10日
  - 時間：7:45
  - 月球位置：赤經9.56度、赤緯14.8度
  - 食分：半影食分：2.429、全影食分：1.313
  - 持續時間：偏食113分、全食41分

## 外部連結
- NASA月食專頁（页面存档备份，存于）（英文）